# Luxe-Sumberraute
Luxe-Sumberraute là một commune tỉnh Pyrénées-Atlantiques, thuộc vùng Nouvelle-Aquitaine, tây nam nước Pháp.